# Eremurus zangezuricus
Eremurus zangezuricus là một loài thực vật có hoa trong họ Thích diệp thụ. Loài này được Mikheev miêu tả khoa học đầu tiên năm 1996.